# Johann Friedrich Hartmann
Johann Friedrich Hartmann (* 13. Dezember 1735 in Hannover; † 30. Mai 1800 ebenda) war ein deutscher Naturforscher.

## Leben
Johann Friedrich Hartmann studierte Rechtswissenschaft an der Georg-August-Universität Göttingen und war Hörer und später auch Günstling von Abraham Gotthelf Kästner. Hartmann war 1764 Registrator der Hospitalkasse in Hannover, wurde 1769 Hospitalkassen-Kommissar und sollte am 7. April 1781 wegen Veruntreuungen verhaftet werden. Er flüchtete und wurde mit Steckbrief der Justizkanzlei Hannover vom 15. Mai 1781 gesucht.
Als Naturforscher beschäftigte er sich als Autodidakt ausgiebig mit Elektrizität, war mit dem ihm kritisch gegenüber eingestellten Georg Christoph Lichtenberg bekannt und korrespondierte mit Benjamin Franklin.
Johann Friedrich Hartmann war Mitglied des 1764 auf Initiative von Johann Christoph Gatterer gegründeten Königlichen Instituts der historischen Wissenschaften zu Göttingen, der ebenfalls 1764 gegründeten Celler Landwirtschaftsgesellschaft und der bereits seit 1752 bestehenden Gesellschaft der freyen Künste zu Leipzig. Er war seit 1762 Korrespondierendes Mitglied der Königlichen Göttinger Gesellschaft der Wissenschaften, wurde 1767 Mitglied der Churfürstlich Mayntzischen Academie nützlicher Wissenschaften zu Erfurt und am 6. Oktober 1767 unter der Präsidentschaft des Mediziners Andreas Elias Büchner mit dem akademischen Beinamen Conon unter der Matrikel-Nr. 697 Mitglied der Kaiserlichen Leopoldino-Carolinischen Akademie der Naturforscher.
Er war seit 1764 mit Johanne Marie Fleischer (1744–1780) verheiratet.

## Schriften (Auswahl)
- Abhandlung von der Verwandschaft und Aehnlichkeit der electrischen Kraft mit den erschrecklichen Luft-Erscheinungen. Hannover 1759 (Digitalisat)
- Anmerkungen über die nöthige Achtsamkeit bey Erforschung der Gewitter-Electricität nebst Beschreibung eines Electricität-Zeigers. Wecken, Hannover 1764 (Digitalisat)
- Electrische Experimente im luftleeren Raume. Hannover 1766 (Digitalisat)
- Die angewandte Electricität bey Krankheiten des menschlichen Körpers. Hannover 1770 (Digitalisat)
- Die natürliche Luft-Elektricität der Atmosphäre. Schlüter, Hannover 1779 (Digitalisat)
- Encyklopädie der elektrischen Wissenschaften als eine Vorbereitung zur näheren Kenntnis der Elektricität tabellarisch entworfen. Förster, Bremen 1784 (Digitalisat)